# Ocean Dynamics
Ocean Dynamics ist eine internationale Fachzeitschrift im Bereich der Ozeanographie. Von 1948 bis 2000 wurde sie vom Bundesamt für Seeschifffahrt und Hydrographie (früher Deutsches Hydrographisches Institut) herausgegeben. In dieser Zeit war sie unter den Namen Deutsche hydrographische Zeitschrift und Annalen der Hydrographie und maritimen Meteorologie bekannt.
Seit 2001 wird Ocean Dynamics von Springer (Berlin / Heidelberg) publiziert.